# José Mourinho
José Mário dos Santos Mourinho Félix (tiếng Bồ Đào Nha: [ʒuˈzɛ moˈɾiɲu] ⓘ; sinh ngày 26 tháng 1 năm 1963) là một huấn luyện viên bóng đá chuyên nghiệp và cựu cầu thủ người Bồ Đào Nha hiện đang là huấn luyện viên trưởng của câu lạc bộ Fenerbahçe. Được giới truyền thông Anh gọi là "Người Đặc biệt", Mourinho là một trong những huấn luyện viên sở hữu nhiều danh hiệu nhất và được coi là một trong những huấn luyện viên vĩ đại nhất mọi thời đại.
Sau một sự nghiệp không nổi bật với tư cách là một tiền vệ ở các hạng đấu bóng đá Bồ Đào Nha, ông kết thúc sự nghiệp thi đấu khi 24 tuổi. Mourinho chuyển sang công tác huấn luyện, trước hết là làm phiên dịch viên cho Sir Bobby Robson tại Sporting CP và Porto, trước khi đạt được thành công khi làm trợ lý tại Barcelona dưới sự dẫn dắt của cả Robson và người kế nhiệm của ông, Louis van Gaal. Sau thời gian ngắn tại Benfica và União de Leiria, Mourinho trở lại Porto làm huấn luyện viên vào năm 2002, giành Primeira Liga hai lần, một lần Taça de Portugal, Cúp UEFA và UEFA Champions League, đưa Porto giành danh hiệu Cúp C1 châu Âu lần đầu tiên kể từ năm 1987. Thành công này giúp ông chuyển sang nước Anh và làm việc với Chelsea vào năm 2004. Đặc trưng bởi tính kiêu căng trong thời kỳ đầu sự nghiệp huấn luyện của mình, Mourinho đã nói một câu nổi tiếng: "Tôi nghĩ rằng tôi là người đặc biệt", đây trở thành biệt danh nổi tiếng của ông. Với câu lạc bộ này, ông giành hai chức vô địch Ngoại hạng Anh, một Cúp FA và hai Cúp Liên đoàn Anh trong ba mùa giải ở câu lạc bộ, trước khi ông rời đi vào năm 2007 trong bối cảnh có nhiều thông tin cho rằng có bất đồng với chủ sở hữu câu lạc bộ Roman Abramovich.
Năm 2008, Mourinho gia nhập câu lạc bộ Ý Inter Milan, nơi ông giành Serie A hai lần, bao gồm một cú ăn ba châu Âu với Serie A, Coppa Italia và UEFA Champions League vào năm 2010, lần đầu tiên đối với một câu lạc bộ Ý. Điều này khiến ông trở thành một trong năm huấn luyện viên đã giành Cúp C1 châu Âu với hai câu lạc bộ Mourinho sau đó chuyển sang Real Madrid ở Tây Ban Nha, nơi ông giành La Liga ở mùa giải 2011–12 với  điểm số kỷ lục, trở thành huấn luyện viên thứ năm giành chức vô địch quốc gia ở bốn quốc gia. Ông cũng giành được một Copa del Rey và một Supercopa de España.
Mourinho rời Real Madrid vào năm 2013 và tái gia nhập Chelsea, nơi ông giành thêm một chức vô địch quốc gia và Cúp Liên đoàn Anh, nhưng bị sa thải vào năm 2015 sau chuỗi kết quả kém. Ở lại Anh, ông được bổ nhiệm tại Manchester United và sau đó là Tottenham Hotspur, nhưng thời kỳ làm việc của ông ở cả hai câu lạc bộ đều tương đối ngắn ngủi và kết thúc một cách gay gắt. Mặc dù vậy, Mourinho đã giành UEFA Europa League, Cúp Liên đoàn Anh và FA Community Shield ở mùa giải đầu tiên với Manchester United và dẫn dắt Tottenham vào chung kết Cúp Liên đoàn Anh, nơi ông bị sa thải chưa đến một tuần trước khi trận chung kết diễn ra. Ông sớm được Roma mời dẫn dắt và giành UEFA Europa Conference League trong lần đầu tiên tổ chức - khiến ông trở thành huấn luyện viên đầu tiên vô địch một giải đấu châu Âu lớn với bốn câu lạc bộ và là huấn luyện viên thứ ba vô địch ba giải đấu cấp câu lạc bộ chính của UEFA.
Ông được bầu chọn là huấn luyện viên Bồ Đào Nha của thế kỷ bởi Liên đoàn bóng đá Bồ Đào Nha (FPF) vào năm 2015 và là huấn luyện viên đầu tiên chi trên 1 tỷ bảng Anh trong việc chuyển nhượng cầu thủ. Nhờ kiến thức chiến thuật, tính cách lôi cuốn và gây tranh cãi, đồng thời nổi tiếng là ưu tiên kết quả hơn thứ bóng đá hấp dẫn, ông đã được cả từ người hâm mộ và những người phê bình so sánh với huấn luyện viên người Argentina Helenio Herrera.

## Thân thế, sự nghiệp cầu thủ và giáo dục
José Mário dos Santos Félix Mourinho sinh năm 1963 trong một gia đình trung lưu ở thành phố Setúbal, con trai của Mourinho Félix và Maria Julia Mourinho. Cha ông chơi bóng đá chuyên nghiệp cho Belenenses và Vitoria de Setubal, khoác áo đội tuyển Bồ Đào Nha 1 lần trong sự nghiệp của mình. Mẹ của ông là giáo viên trường tiểu học xuất thân từ một gia đình khá giả; người chú của cô tài trợ xây dựng sân vận động bóng đá Vitória de Setubal. Cách mạng hoa cẩm chướng, dẫn đến sự sụp đổ của chế độ António de Oliveira Salazar của Estado Novo trong tháng 4 năm 1974 đã dẫn đến việc gia đình của bà mất đi tất cả ngoại trừ một tài sản ở vùng Palmela.
Mourinho là một đứa trẻ hòa đồng và đầy tính cạnh tranh và mẹ của ông khuyến khích ông thành công bằng chính nỗ lực của mình. Bóng đá là một phần quan trọng trong cuộc đời của ông và cha của ông từng rất ấn tượng với kiến thức của ông về bóng đá. Gắn với sự nghiệp bóng đá ở Porto và Lisbon, Félix thường xuyên phải xa con trai mình. Tuy nhiên, Mourinho cố gắng để dành thời gian với bố và ngay khi còn là một thiếu niên; ông đi bằng bất kỳ phương tiện có thể để xem các trận đấu bóng đá vào cuối tuần. Vào thời gian này, cha ông đã chuyển sang công tác huấn luyện và José Mourinho trở thành một học viên bóng đá, quan sát các buổi tập và thăm dò các đội bóng đối thủ.
Mourinho muốn theo bước của cha mình bằng cách trở thành một cầu thủ bóng đá và ông gia nhập đội trẻ của Belenenses. Tốt nghiệp loại ưu, ông chơi ở Rio Ave F.C. (nơi cha của ông là huấn luyện viên), Belenenses và Sesimbra, nhưng thực tế rằng ông không thể trở thành cầu thủ chuyên nghiệp do thiếu tốc độ và sức mạnh cần thiết. Nhận ra các điểm yếu của mình, ông đã chọn để theo đuổi ước mơ trở thành một huấn luyện viên bóng đá chuyên nghiệp. Mẹ ông có những suy nghĩ khác và ghi danh ông trong một trường kinh tế. Mourinho đi học ở đó nhưng đã bỏ học ngay sau ngày đầu tiên, ông quyết định tập trung vào thể thao, và đã chọn để học ở Instituto de Educação Física Superior (ISEF), Đại học Kỹ thuật Lisbon, nghiên cứu khoa học thể thao. Ông dạy giáo dục thể chất tại nhiều trường khác nhau sau năm năm, đạt được bằng tốt nghiệp, luôn được điểm cao trong suốt khóa học. Sau khi tham dự các khóa đào tạo huấn luyện được tổ chức bởi Liên đoàn bóng đá Anh và Scotland, cựu huấn luyện viên Andy Roxburgh đã chú ý đến nỗ lực và sự tập trung vào chi tiết của chàng trai trẻ người Bồ Đào Nha. Mourinho đã tìm cách xác định lại vai trò của huấn luyện viên trong bóng đá bằng cách pha trộn lý thuyết huấn luyện với các kỹ năng vận động viên và kỹ thuật tâm lý.

## Sự nghiệp huấn luyện viên

### Bước khởi đầu
Sau khi từ bỏ công việc giáo viên thể dục, Mourinho muốn trở thành huấn luyện viên chuyên nghiệp tại quê nhà và trở thành huấn luyện viên đội trẻ tại Vitoria de Setubal trong những năm 1990, tiếp đó là với cương vị chuyên viên thể lực tại Estrela da Amadora, sau đó trinh sát viên tại Ovarense. Mourinho khát khao những thách thức lớn hơn nữa và cơ hội đã đến năm 1992 khi ông được làm thông dịch viên cho một huấn luyện viên nước ngoài hàng đầu. Bobby Robson được bổ nhiệm làm huấn luyện viên của Sporting Lisbon và ông cần một huấn luyện viên địa phương thông thạo tiếng Anh làm thông dịch viên. Trong vai trò là thông dịch viên, Mourinho bắt đầu có những thảo luận về chiến thuật và công tác huấn luyện với Bobby Robson. Robson bị Sporting Lisbon sa thải vào tháng 12 năm 1993 nhưng lại được đối thủ của đội bóng Bồ Đào Nha là FC Porto bổ nhiệm ông làm huấn luyện viên trưởng và Mourinho tiếp tục công tác huấn luyện và thông dịch cho các cầu thủ tại câu lạc bộ mới. Với đội hình gồm những cầu thủ như Ljubinko Drulovic, Domingos Paciencia, Rui Barros, Jorge Costa và Vitor Baia, Porto đã thống trị bóng đá Bồ Đào Nha những năm sau đó. Với Bobby và Mourinho, Porto đã đi đến bán kết Champion League năm 1993-1994, vô địch Portuguese Cup năm 1994, Portuguese Championship mùa 1994–95 và 1995–96, Siêu Cup Bồ Đào Nha năm 1994, 1995 and 1996. Kế thừa những gì mà Bobby và Mourinho để lại, Porto đã giành được 3 chức vô địch liên tiếp những năm sau đó.
Sau hai năm ở Porto, bộ đôi này chuyển sang F.C. Barcelona vào năm 1996, Mourinho tiếp tục thể hiện khả năng ngôn ngữ của mình học tập tiếng Catalan cho những thách thức mới. Ông chuyển đến Barcelona và dần trở thành một nhân vật nổi bật trong đội ngũ nhân viên của Barcelona với việc thông dịch tại các buổi họp báo, lập kế hoạch các buổi tập luyện và giúp đỡ các cầu thủ thông qua tư vấn và phân tích chiến thuật của đối phương. Sự hợp tác này đã đạt được kết quả khi Barcelona kết thúc mùa giải với chức vô địch Cúp C2. Robson chuyển sang câu lạc bộ khác vào mùa giải sau đó, nhưng lần này Mourinho đã không đi theo vì Chủ tịch Josep Lluis Nunez của Barcelona rất ấn tượng với phẩm chất đặc biệt và trình độ ngoại ngữ của ông nên đã giữ lại làm trợ lý huấn luyện viên. Cả hai vẫn là bạn bè tốt, Mourinho sau đó nói về Robson:
| “ | "Một trong những điều quan trọng nhất tôi học được từ Bobby Robson là khi bạn thắng, bạn không nên nghĩ bạn là "một đội", và khi bạn thua, bạn không nên nghĩ rằng bạn là rác rưởi". | ” |

Ông bắt đầu làm việc với người kế nhiệm của Robson, Louis van Gaal, và ông đã học được nhiều từ phong cách "Hoa tulip thép": sự quyết đoán khi bố trí những chiến thuật linh hoạt, cùng với đó là cách dùng người đầy tính bất ngờ. Vị trợ lý và huấn luyện viên trưởng kết hợp phương pháp của họ trong các trận đấu và Barcelona giành La Liga hai lần trong hai năm đầu làm huấn luyện viên của Van Gaal. Van Gaal thấy rằng số hai của mình có thực lực tốt hơn nhiều cho một vị trí trợ lý chuyên môn. Ông cho Mourinho phát triển riêng của phong cách huấn luyện của mình và giao cho ông nhiệm vụ huấn luyện FC Barcelona B. Van Gaal cũng cho Mourinho tiếp phụ trách các đội bóng đầu tiên (làm trợ lý của Mourinho tự) cho danh hiệu nhất định, như Copa Catalunya mà Mourinho giành được trong năm 2000.

### Benfica và União de Leiria
Cơ hội để trở thành huấn luyện viên trưởng đã đến vào tháng 9 năm 2000 tại Benfica để thay thế Jupp Heynckes sau vòng thứ tư Primeira Liga. BLĐ Benfica muốn chỉ định Jesualdo Ferreira trong vài trò là một trợ lý, nhưng Mourinho đã từ chối và chọn Carlos Mozer, một cựu hậu vệ của Benfica, làm "cánh tay phải" của mình.

Khi tôi nói chuyện với van Gaal về việc trở lại Bồ Đào Nha và làm trợ lý tại Benfica, ông ấy nói: "Không, không được. Nói với Benfica nếu họ cần một huấn luyện viên thì được; còn nếu họ muốn một trợ lý thì ở lại đây."

Mourinho chỉ trích gay gắt Ferreira, người mà giống như một thầy giáo của Mourinho vì trong những năm 1980 khi Mourinho là sinh viên tại Lisbon Superior Institute for Physical Education thì Ferreira là một giáo viên ở đó, "Đây là câu chuyện của một con lừa, nó đã làm việc 30 năm nhưng không bao giờ trở thành con ngựa."
Mourinho và Mozer đã chứng tỏ họ là một sự kết hợp tốt, họ đã chiến thắng thuyết phục 3–0 trước đối thủ cạnh tranh Sporting Lisbon vào tháng 12. Tuy nhiên trong cuộc bầu cử chủ tịch Benfica João Vale e Azevedo đã thất bại, và vị chủ tịch mới đắc cử Manuel Vilarinho muốn một người nổi tiếng hơn làm huấn luyện viên. Mặc dù Vilarinho không có ý định sa thải ngay lập tức, Mourinho đã dùng chiến thắng trước Sporting để kiểm tra ý định của chủ tịch, ông yêu cầu câu lạc bộ gia hạn thêm hợp đồng 1 năm. Vilarinho từ chối và Mourinho đã từ chức khỏi vị trí của mình ngay lập tức. Ông rời Sporting Lisbon ngày 5 tháng 12 năm 2000 sau 9 trận. Sau này, Vilarinho đã ăn năn vì khả năng đánh giá yếu kém đã để mất Mourinho:
| “ | Nếu cho tôi trở lại thì tôi sẽ làm ngược lại: tôi sẽ gia hạn tiếp hợp đồng với Mourinho | ” |

Mourinho tìm được công việc mới của mình tháng 4 năm 2001 với União de Leiria,với 7 trận đấu ông giúp cho câu lạc bộ có được vị trí cao nhất trong lịch sử xếp thứ 5 mùa giải 2000-11 Primeira Liga. Trong mùa giải thứ hai tại União de Leiria, câu lạc bộ đã cạnh tranh vị trí thứ ba và thứ tư trong tháng một. Sau trận thắng 2–1 Paços de Ferreira ngày 27 tháng một, đội xếp thứ ba kém 3 điểm so với đội dẫn đầu và xếp trên 2 ông lớn Porto và Benfica với cách biệt 1 điểm. Mourinho đã gây ra sự chú ý bởi các câu lạc bộ lớn hơn của Bồ Đào Nha.

### Porto
Mourinho đã tới thay thế Octávio Machado trên băng ghế huấn luyện của FC Portovào tháng 1 năm 2002. Tại thời điểm này Porto ở vị trí thứ 5 tại Primeira Liga (sau Sporting, Boavista, Leiria và Benfica), đã bị loại khỏi Portuguese Cup và xếp cuối bảng Champions League giai đoạn lượt về. Mourinho dẫn dắt đội bóng đến vị trí thứ ba Primeira Liga với cú nước rút dài hời gần như hoàn hảo (Thắng 11–Hòa 2–Thua 2) và đưa ra lời hứa "làm cho Porto vô địch năm tới."
Ông nhanh chóng xác định các cầu thủ trụ cột mà ông tin họ sẽ là trụ cột của một Porto hoàn hảo: Vítor Baía, Ricardo Carvalho, Costinha, Deco, Dmitri Alenichev và Hélder Postiga. Gọi lại đội trưởng Jorge Costa sau 6 tháng cho Charlton Athletic mượn. Và bổ sung một số bản hợp đồng mới Nuno Valente và Derlei từ União de Leiria; Paulo Ferreira từ Vitória de Setúbal; Pedro Emanuel từ Boavista; và Edgaras Jankauskas; Maniche từ Benfica.

#### 2002–2003
Năm 2003, Mourinho có danh hiệu Primeira Liga đầu tiên với thành tích Thắng 27–Hòa 5–Thua 2, hơn Benfica 11 điểm. Với 86 điểm có được trên 102 điểm tối đa là một kỷ lục ở Primeira Liga kể từ khi mỗi đội thắng được 3 điểm. Mourinho cũng giành được Portuguese Cup (đấu với câu lạc bộ cũ Leiria) và UEFA Cup final trước Celtic trong tháng 5 năm 2003.

#### 2003–2004
Mùa giải tiếp theo chứng kiến những thành công hơn nữa: ông đã dẫn dắt Porto giành chiến thắng trong một trận đấu Siêu cúp Bồ Đào Nha, đánh bại Leiria 1-0. Tuy nhiên họ đã thua UEFA Super Cup 0-1 AC Milan, với pha ghi bàn của Andriy Shevchenko. Porto đã thống trị Primeira Liga và họ kết thúc mùa giải với cách biệt tám điểm, và một chuỗi trận bất bại mà chỉ kết thúc với Gil Vicente, họ bảo vệ danh hiệu thành công trước 5 vòng đấu cuối. Porto mất cúp Bồ Đào Nha vào tay Benfica tháng 5 năm 2004, nhưng hai tuần sau đó, Mourinho đã giành được một giải thưởng lớn: vô địch UEFA Champions League với một chiến thắng 3–0 trước AS Monaco tại Đức. Porto đã loại bỏ Manchester United, Olympique Lyonnais, Deportivo La Coruña trên đường đến ngôi vô địch.

### Chelsea

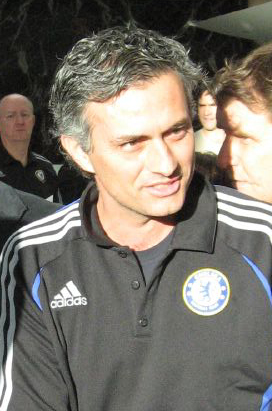
Mourinho tại Chelsea năm 2007

Mourinho chuyển đến Chelsea năm sau và đã giành được hai danh hiệu Premier League liên tiếp trong năm 2005 và 2006, và các danh hiệu khác trong nước. Ông thường có những phát biểu gây tranh cãi, nhưng chiến thắng của ông tại Chelsea và Porto đã giúp ông trở thành một trong những huấn luyện viên bóng đá hàng đầu thế giới. Ông được trao tặng danh hiệu huấn luyện viên bóng đá xuất sắc nhất thế giới do Liên đoàn Thống kê và Lịch sử Bóng đá Thế giới (IFFHS) trong 2 năm 2004-05 và 2005-06.

#### Mâu thuẫn với Roman Abramovich
Mâu thuẫn giữa Jose Mourinho và Roman Abramovich bắt đầu từ khi Andriy Shevchenko và Michael Ballack chuyển đến Chelsea vào mùa hè năm 2006. Hai cầu thủ này là 2 ngôi sao của bóng đá thế giới mà Roman Abrmovich hi vọng sẽ mang đến cho Chelsea danh hiệu vô địch Champion League - danh hiệu Chelsea đang thiếu nhưng kết quả là phong độ không tốt của cả hai cầu thủ này, đặc biệt là Andriy Shevchenko đã khiến họ thường xuyên phải ngồi ghế dự bị và điều này làm ông Roman Abramovich không hài lòng. Và mâu thuẫn giữa 2 bên trở nên càng thêm trầm trọng khi mùa giải 2006/2007 Chelsea đã mất 2 danh hiệu Premier League về tay Manchester United và nhất là thất bại trước Liverpool tại Champion League khiến báo chí loan tin rằng Jose Mourinho sẽ rời Chelsea sau khi kết thúc mùa giải 2006/2007 tuy nhiên danh hiệu FA Cup và những lời tuyên bố sẽ ở lại của Jose Mourinho đã khiến những tin đồn tạm lắng xuống.
Ngày 8 tháng 7 năm 2007, Avram Grant được Roman Abramovich mang về Chelsea với vai trò giám đốc kỹ thuật nhưng bị Jose Mourinho phản ứng mạnh mẽ và tuyên bố Avram Grant sẽ không được can thiệp vào nội bộ đội bóng. Đầu mùa giải 2007/2008 Chelsea F.C. có những bước khởi đầu tương đối tốt khi vươn lên dẫn đầu bảng tại Premier League sau 4 vòng đấu đầu tiên, tuy nhiên sau đó chấn thương của Frank Lampard và Didier Drogba đã khiến phong độ của Chelsea sụt giảm tệ hại khi để thua Aston Villa và hòa Blackburn Rovers, mất luôn ngôi đầu bảng. Mâu thuẫn giữa Jose Mourinho và Andriy Shevchenko lại bùng nổ trở lại khi tiền đạo người Ukraina bỏ lỡ nhiều cơ hội ghi bàn. Và cuối cùng trận hòa Rosenborg 1-1 vào ngày 19 tháng 9 năm 2007 tại Champion League như "giọt nước tràn ly" mâu thuẫn giữa Jose Mourinho và Roman Abrmovich; cuối cùng sáng ngày 20 tháng 9 năm 2007, Jose Mourinho đệ đơn xin từ chức và được ban lãnh đạo Chelsea chấp thuận với khoản bồi thường lên đến 12 triệu bảng Anh, lập nên kỉ lục về mức bồi thường đối với huấn luyện viên bóng đá kèm 1 điều khoản là ông sẽ không được dẫn dắt 1 đội bóng Premier League nào nũa trong vòng 1 năm, do đó, Jose Mourinho đã từ chối lời mời của Tottenham Hotspur.

Theo một số nguồn tin thì Mourinho bị đuổi khỏi Chelsea chỉ vì một tin nhắn nói xấu Abramovich. Ngày Abramovich gọi Mourinho vào phòng làm việc của mình nhằm thông báo về quyết định bổ nhiệm Grant. Trước mặt Abramovich, Mourinho gật gù tỏ vẻ ngoan ngoãn mà chẳng phản đối gì. Cựu huấn luyện viên Porto thậm chí không tỏ chút khó chịu nào trên khuôn mặt. Abramovich yên tâm là Mourinho tán thành với ông. Sau đó, Mourinho rời khỏi phòng Abramovich rồi lấy điện thoại ra nhắn cho Chủ tịch Chelsea - Bruce Buck rằng: 
| “ | "Ôi Roman đúng là chẳng biết gì về bóng đá cả. Tại sao tôi lại an ủi Roman?" | ” |

Song điều đáng chú ý là Buck và Abramovich thời điểm đó dùng cùng một chiếc điện thoại Nokia N95 màu đen. Trong một buổi họp giữa Buck và Abramovich vào ngày 1 tháng 9 năm 2007, 2 người để điện thoại ngay cạnh nhau và Abramovich đã cầm nhầm chiếc của Buck về nhà. Để rồi, ông phát hiện ra cái tin nhắn kia của Mourinho. Abramovich tức sôi máu, cộng thêm việc Chelsea liên tiếp thua Aston Villa (2 tháng 9) hòa Blackburn (15 tháng 9) và Rosenborg (19 tháng 9), ông liền đuổi việc Mourinho. Tuy nhiên, thông tin này không được xác nhận và không kiểm chứng được.
Sự ra đi của Jose Mourinho đã làm bàng hoàng các cổ động viên và các cầu thủ Chelsea; họ càng tức giận hơn nữa khi Avram Grant, 1 người ít tên tuổi lên thay vị trí của Mourinho. Nhưng đến cuối mùa giải năm đó chính Avram Grant đã giúp Chelsea suýt vô địch Champions League 2007-08 khi vào đến trận chung kết, điều mà Mourinho không thể làm được sau nhiều năm dẫn dắt Chelsea, tuy nhiên, như thế với chủ tịch Abramovich là chưa đủ và Avram Grant cũng bị sa thải ngay sau đó.

### Inter Milan

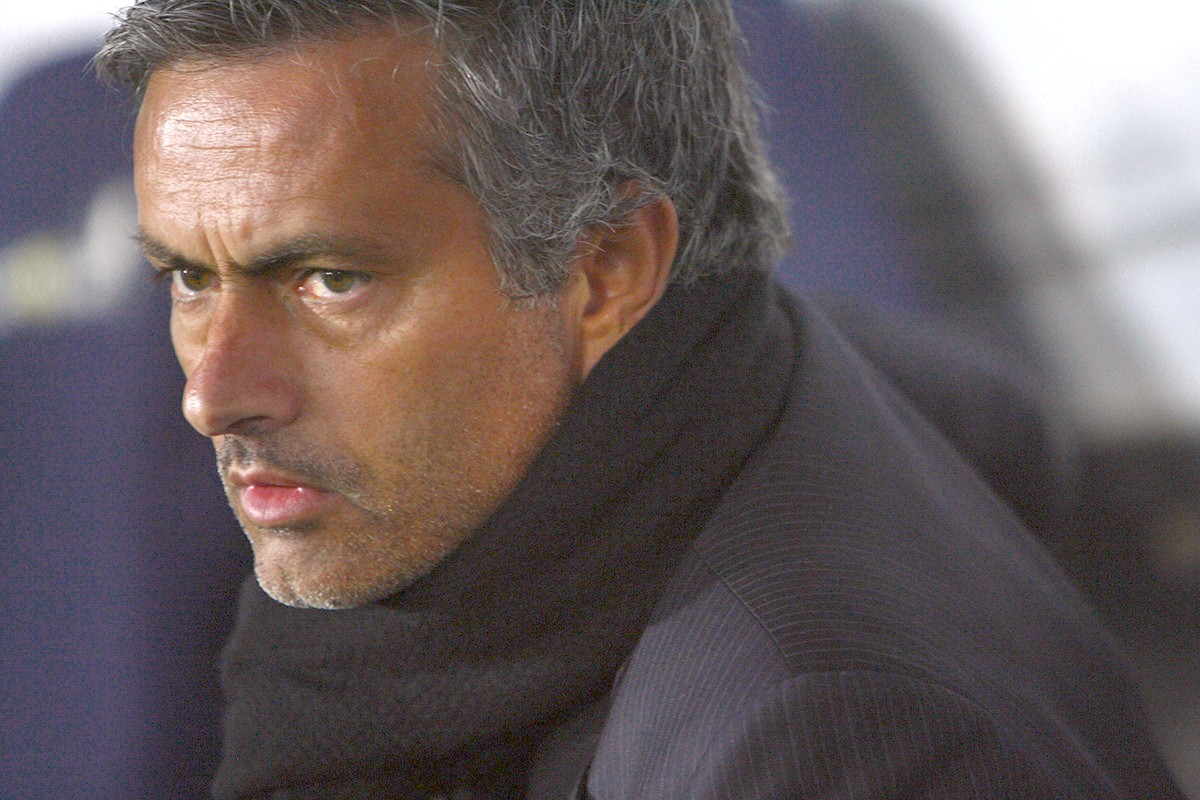
J. Mourinho tại Inter Milan năm 2009

Ngày 2 tháng 6 năm 2008, Mourinho bắt đầu sự nghiệp tại Inter Milan thay thế cho Roberto Mancini. Ở đây ông có thành công rực rỡ nhất trong sự nghiệp huấn luyện viên của mình.
Ngày 02 tháng 6 năm 2008, Mourinho được chỉ định làm người kế nhiệm của Roberto Mancini tại Inter trong một hợp đồng ba năm. Ông đã chọn Giuseppe Baresi, một cựu cầu thủ Inter và cựu huấn luyện viên trưởng của học viện trẻ làm trợ lý cho ông. Đến cuối kỳ chuyển nhượng, ông đã mang lại ba cầu thủ mới vào là cầu thủ chạy cánh Mancini, tiền vệ Sulley Muntari Ghana và cầu thủ chạy cánh người Bồ Đào Nha Ricardo Quaresma.
Trong mùa giải đầu tiên của ông là huấn luyện viên trưởng Inter, Mourinho đã giành được Siêu Cúp Ý sau khi đánh bại đối thủ truyền kiếp A.S. Roma trên chấm phạt đền và hoàn thành ngôi đầu Serie A. Tuy nhiên, đội lại bị loại với tổng tỉ số 2-0 bởi Manchester United trong trận knock-out đầu tiên vòng 1/8 của UEFA Champions League, và ông cũng không thành công để giành Coppa Italia, (Inter bị đánh bại với tổng tỉ số 3-1 của Sampdoria trong trận bán kết).
Mặc dù thành công trong nước của mình trong chiến thắng Scudetto, mùa giải đầu tiên của Jose Mourinho ở Italia đã được xem là đáng thất vọng của một số người hâm mộ Inter khi họ thất bại trong việc cải thiện màn trình diễn của người tiền nhiệm Roberto Mancini của mình tại Champions League. Inter đặt trong một loạt các buổi trình diễn mờ nhạt của nhóm trong đó có một cú sốc khi thua trước sân nhà 1-0 trong cuộc đụng đầu với Panathinaikos.
Mourinho cũng gây ra những tranh cãi ngay trong bóng đá Ý thông qua các mối quan hệ gây tranh cãi của ông với giới báo chí Ý và các phương tiện truyền thông, và mối hận thù với chính các huấn luyện viên hàng đầu Serie A như: huấn luyện viên Carlo Ancelotti của AC Milan, Luciano Spalletti của Roma, và Claudio Ranieri của Juventus. Tại một cuộc họp báo tháng 3 năm 2009, ông xúc phạm hai đối thủ đầu tiên bằng cách tuyên bố họ sẽ kết thúc mùa giải mà không có giành một danh hiệu nào, và cáo buộc các nhà báo thể thao Ý.
Ngày 16 tháng năm 2009, Inter đoạt danh hiệu Serie A. Ngày 28 tháng 7 năm 2009, Mourinho đã được đồn là sẽ sang Manchester United khi Alex Ferguson nghỉ hưu.
Theo chân Mourinho, trong đợt chuyển nhượng. Adriano rời Inter vào tháng 4 năm 2009, và việc xuất cảnh của tiền đạo người Brazil đã được theo sau bộ đôi người Argentina Julio Cruz và Hernán Crespo. Tiền vệ tấn công huyền thoại Bồ Đào Nha Luís Figo là cựu binh đã giải nghệ. Figo rời Inter theo Mancini. Mourinho đã ký hợp đồng với tiền đạo Argentina Diego Milito. Có lẽ chữ ký của ông đáng chú ý nhất ở mùa hè mùa giải thứ hai của ông là có được một thỏa thuận trao đổi Zlatan Ibrahimovic để lấy tiền đạo Cameroon của Barcelona - Samuel Eto'o.
Ricardo Quaresma từ câu lạc bộ cũ của Mourinho FC Porto được xem như là một mắt xích còn thiếu trong đội hình Inter, nhưng đã gây tất vọng và sau đó bị đẩy đến Chelsea ở giữa mùa giải. Inter thiếu một tiền vệ sáng tạo. Trong nỗ lực của họ để đối phó với vấn đề này, Inter đã ký hợp đồng với tiền vệ người Hà Lan Wesley Sneijder từ Real Madrid.
Mourinho một lần nữa gây ra tranh cãi trong mùa hè với các luận điểm của mình với huấn luyện viên đội tuyển quốc gia Italia - Marcello Lippi. Lippi dự đoán rằng Juventus sẽ giành Scudetto ở mùa 2009-10. Các năm trước, Lippi đều dự đoán Inter sẽ vô địch.
Inter chật vật trong 2 trận đấu đầu tiên của mùa giải mới. Tuy nhiên, như ông đã xây dựng một tiền vệ đáng gờm với Sneijder ở trung tâm cùng Thiago Motta, cựu binh Javier Zanetti và Dejan Stankovic. Inter đã ghi điểm số hơn 30 bàn thắng (tính đến cuối tháng mười một).
Có thể điểm lại một số sự kiện của ông ở Inter như: Ngay ở trận đầu tiên ra mắt khán giả tại Serie A, Mourinho đã khơi mào cho một cuộc "đấu khẩu" và đối thủ của ông là giám đốc của CLB Catania, Pietro Lo Monaco. Trong khi ông này cho rằng Mourinho "xứng đáng nhận một cái tát" thì "Mr Special One" đáp lại bằng một câu nói đầy mỉa mai. "Lo Monaco? Tôi không biết ông ta... Tôi chỉ biết Tibetan Monaco (thầy tu), Bayern Monaco (Bayern Munich) hay Monaco Grand Prix...". Cho đến thời điểm này, câu "Monaco là ai?" vẫn được là coi là một câu nói lột tả tất cả sự kiêu ngạo của Mourinho. Trong buổi ra mắt, Mourinho đã nói tiếng Italia, cụ thể là ngôn ngữ ở vùng Milan, một ấn tượng khá sâu sắc với các CĐV Inter về một huấn luyện viên biết nói thông thạo tiếng địa phương. Đây có thể coi là một sự chuẩn bị khá tốt của Mourinho bởi trước khi nhận lời dẫn dắt Inter, ông đã phải bỏ ra gần 1 năm để thuê gia sư học tiếng Italia.
Với 2 năm dẫn dắt Inter, Mourinho tiếp tục duy trì được thành tích bất bại trên sân nhà. Trong suốt mùa giải vừa qua, Inter của Mourinho đã thắng tổng cộng 15 trận và chỉ chịu chia điểm đúng 4 lần tại San Siro. Một thành tích có thể coi là đáng nể với tài năng của cựu huấn luyện viên Chelsea. Sau một mùa giải tiếp quản Inter và tiếp quản bộ khung được xây dựng bởi người tiền nhiệm Roberto Mancini để lại, Mourinho bắt đầu tăng cường lực lượng cho Nerazzurri. Đẩy Ibrahimovic ra đi, Mourinho lần lượt đưa Lucio, Samuel Eto'o, Sneijder, Thiago Motta và Diego Milito về San Siro. Trong năm bản hợp đồng điển hình này, thương vụ Sneijder được đánh giá là thẵnh công nhất khi tiền vệ người Hà Lan là mắt xích quan trọng bậc nhất mang về cú ăn ba vĩ đại nhất cho Inter.
Trong cuộc đời cầm quân, Mourinho đã tuyên bố ông sẽ không thua tại Stamford Bridge và ông đã chứng minh mình không nói khoác. Inter làm khách tại thành London với thắng lợi 2-1 mong manh ở vòng 1/8. Tại sân nhà, với lối chơi phòng ngự phản công hợp lý, Inter đã có chiến thắng 1-0 và có tên ở vòng tứ kết sau khi vượt qua Chelsea với tổng tỷ số 3-1. Ngoài ra dưới sự dẫn dắt của Leonardo (AC Milan), các tifosi mong chờ vào một luồng gió mới giúp Rossoneri có thể tạo ra được một đối thủ lớn với Inter nhưng ở ngay vòng đấu thứ 2 khi hai đội chạm trán nhau, Inter đã chứng minh rằng vẫn tồn tại một khoảng cách rất lớn giữa hai gã khổng lồ thành Milan bằng chiến thắng hủy diệt 4-0.
Khi Inter vượt qua Barcelona tại bán kết Champions League, Mourinho đã lao vào trong sân bóng, chạy khắp sân và ăn mừng như một đứa trẻ. Hành động của người từng có thời gian làm việc tại Camp Nou với tư cách là trợ lý ngôn ngữ đã khiến cho các cầu thủ của Barcelona "nóng mặt". Điển hình nhất là trường hợp của Valdes khi thủ thành của Barca đã không thể kiên nhẫn và có hành động xô xát với huấn luyện viên người Bồ. Với tài năng của mình, Mourinho đã mang về cho Inter một chiến thắng tưng bừng trước đương kim vô địch châu Âu Barcelona. Chơi tại San Siro, Inter đã tận dụng thành công những lợi thế của mình và có chiến thắng 3-1 dù cho họ là đội bóng bị dẫn bàn trước. Chiến tích này vẫn được lấy nền tảng từ lối chơi phòng ngự phản công sắc sảo.
Bất chấp sự cao ngạo về tính cách, Mourinho vẫn đi vào lịch sử Italia với tư cách là huấn luyện viên đầu tiên một đội bóng Serie A có được cú ăn 3 lịch sử. Chiến thắng 2-0 đầy thuyết phục trước Bayern Munich trong trận chung kết đã giúp Inter hoàn tất cú ăn ba danh hiệu: Scudetto, Coppa Italia và Champions League. Đây chính là đỉnh cao trong sự nghiệp của huấn luyện viên luôn tự coi mình là "người đặc biệt". Đây cũng sẽ là lời chia tay ấn tượng nhất cho của Mourinho trước khi ông ra đi tìm cho mình thử thách ở những cuộc phiêu lưu mới. Từ tháng 5/2010, Mourinho chuyển sang làm huấn luyện viên cho câu lạc bộ xuất sắc nhất thế kỉ 20: Real Madrid.

### Real Madrid
Mourinho đã đến Real Madrid để đón chờ những thử thách mới trong sự nghiệp cầm quân của mình sau khi đạt được đến đỉnh cao cùng Inter Milan trong mùa giải vừa qua với cú ăn ba vĩ đại. Hầu như tất cả mọi người đều tin rằng huấn luyện viên Mourinho sẽ sớm có được những thành công ở Real Madrid bởi đội bóng này vốn đã là một tập thể rất mạnh của những ngôi sao sáng giá nhất trên bầu trời bóng đá. Tuy nhiên, chiến thuật gia người Bồ Đào Nha cho rằng ông vẫn còn phải làm rất nhiều việc mới có thể biến Real Madrid trở thành một cỗ máy chiến thắng. Ông nói:
"Ai cũng đang nói tới những chiến thắng và cả các danh hiệu. Nhưng điều đó sẽ không thể trở thành hiện thực nếu như chúng ta không làm việc nghiêm túc." và "Tôi đang lên các kế hoạch cho Real Madrid trong thời gian tới để đảm bảo rằng chúng tôi có được sự chuẩn bị tốt nhất trước khi bước vào mùa bóng mới. Ở đây, vẫn còn rất nhiều việc phải làm và nên nhớ rằng Real Madrid đã trắng tay trong cả mùa giải vừa qua."
Jose Mourinho cũng chính thức chỉ định cựu trung vệ của Real, Aitor Karanka vào ban huấn luyện của Club Blanco ở mùa giải tiếp theo. Karanka là vị huấn luyện viên thứ tư của Jose Mourinho sau Rui Faria, Silvino Louro và Jose Morais. Và cũng giống như những người này, hợp đồng của Karanka với Real Madrid sẽ có thời hạn 4 năm, còn mức lương cụ thể chưa được tiết lộ. Nhưng dẫu sao, được trở về Real lại được làm việc cạnh "Người đặc biệt" có lẽ đã là niềm vinh dự quá lớn cho Karanka.
Sau khi ký hợp đồng với Angel Di Maria, huấn luyện viên Jose Mourinho cho biết ông sẽ tiếp tục mua những cầu thủ với mục tiêu phục vụ cho sự phát triển của đội bóng. Trong những mùa giải vừa qua, Real Madrid là một trong những đội bóng mà vai trò của huấn luyện viên thường không được đánh giá cao trong những thương vụ chuyển nhượng. Đa số các vụ mua bán cầu thủ đều do tay các vị chủ tịch "đạo diễn", như vụ Chủ tịch Perez mua Figo hay Zidane. Chính vì vậy, nhằm tránh vào vết xe đổ của các đời huấn luyện viên trước, Jose Mourinho đã tuyên bố rằng ông sẽ chỉ mua những cầu thủ với mục tiêu phục vụ cho sự phát triển của đội bóng. Tính tới thời điểm này, Real Madrid mới chỉ chào đón ba tân binh là Di Maria, Pedro Leon và Canales, những cầu thủ còn khá trẻ. Mourinho đã cho biết: "Chúng tôi không phải những nhà vô địch trên thị trường chuyển nhượng. Chúng tôi sẽ không ký hợp đồng với những cầu thủ đắt giá nhất thế giới, hay xuất sắc nhất thế giới. Chúng tôi muốn những cầu thủ có tiềm năng cao song lại có giá cả phải chăng. Chúng tôi muốn đầu tư cho tương lai của đội bóng."
Mặc dù CLB đoạt được vài danh hiệu ở đấu trường quốc nội, nhưng đối với chủ tịch Florentino Perez như thế là chưa đủ, cho nên vào cuối mùa giải 2012-13 Mourinho bị buộc phải chia tay Real Madrid sau khi đội 3 năm liên tục bị loại ở vòng bán kết Champions League. Người kế nhiệm Mourinho tại Real Madrid, Carlo Ancelotti, chỉ 1 năm sau đã giúp CLB lên ngôi vô địch tại Champions League 2013-14.

### Quay trở lại Chelsea

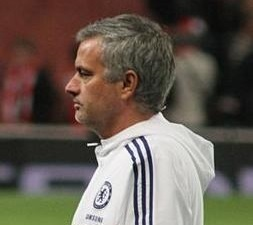
Mourinho tại Chelsea năm 2013

Ngày 3 tháng 6 năm 2013, sau ba năm gắn bó với Real Madrid, Mourinho lần thứ hai quay trở lại nước Anh với tư cách là huấn luyện viên trưởng của câu lạc bộ Chelsea
Trong lần trở lại Chelsea sau nửa đầu mùa giải 2013-2014 với kết quả không được như ý muốn, Mourinho đã đề nghị ông chủ Roman Abramovich cho phép ông áp dụng lối chơi bóng thực dụng sở trường và được ông chủ chấp thuận, đồng thời bổ sung các cầu thủ trẻ hợp với phong cách của ông. Với sự thay đổi này Chelsea đã có kết quả tích cực rõ rệt, đến vòng 26 giải Ngoại Hạng Anh, Chelsea đã lên ngôi đầu bảng và tràn trề cơ hội vô địch. Đây cũng là bước đi khôn ngoan của Mourinho khi ông được nắm trong tay nhiều quyền lực hơn, được tự quyết về chiến thuật lẫn chiến lược phát triển đội bóng. Điển hình là ông đã cho phép bán đi tiền vệ Juan Mata cho Manchester United, cầu thủ được bình chọn xuất sắc nhất CLB trong 2 mùa giải liên tiếp 2011-2012, 2012-2013 vì ông cho rằng Juan Mata không hợp với phong cách bóng đá thực dụng của ông. Ban đầu sự việc này làm cho nhiều cổ động viên không hài lòng đồng thời cũng gây sốc cho nhiều người, tuy nhiên ông đã chứng minh bản thân ông đúng khi đưa Chelsea giành chiến thắng liên tiếp, dẫn đầu bảng xếp hạng sau 26 vòng đấu mà không cần sử dụng tiền vệ Juan Mata. Ông đã thay thế vị trí tiền vệ hộ công của Juan Mata bằng tài năng trẻ Oscar.
Ngày 17 tháng 12 năm 2015, Mourinho bị Chelsea sa thải sau khi không đạt được kết quả tốt ở giải Ngoại hạng mùa bóng 2015-16. Do mới gia hạn hợp đồng vào tháng 8 năm 2015, theo hợp đồng mới ông sẽ được bồi thường 50 triệu euro nếu bị cho nghỉ việc. Tuy nhiên có nguồn tin cho rằng ông sẽ chỉ nhận được khoản 10 triệu bảng, do phía Chelsea cho rằng ông đã vi phạm hợp đồng khi cư xử không đúng mực của ông với nữ bác sĩ Eva Carneiro của đội hồi đầu mùa giải.
"Chelsea và Jose Mourinho hôm nay đi đến quyết định chia tay trên cơ sở đồng thuận. Cảm ơn Jose vì đóng góp to lớn của ông kể từ khi trở lại làm HLV năm 2013", thông báo của đội chủ sân Stamford Bridge có đoạn. Lý do đi đến quyết định sa thải được đưa ra: "Ban lãnh đạo và Jose đều nhận ra những kết quả gần đây là không đủ tốt, nên cách tốt nhất cho cả hai bên là đi những con đường khác nhau. Chelsea gửi những lời chúc tốt đẹp đến Mourinho và khẳng định nhà cầm quân 52 tuổi vẫn để lại một nền móng vững chắc và di sản cho sân Stamford Bridge.".

### Manchester United
Ngày 27 tháng 5 năm 2016, José Mourinho ký hợp đồng có thời hạn 5 năm với CLB Manchester United, giúp ông có cơ hội gắn bó với Quỷ Đỏ đến năm 2020. Trả lời buổi hợp báo, ông vô cùng phấn khích: "Trở thành HLV của Man Utd là một vinh dự đặc biệt trong bóng đá. Đây là đội bóng nổi tiếng và được cả thế giới ngưỡng mộ. Nói về CLB này là nói về một điều huyền bí và lãng mạn, mà không một đội bóng khác có thể sánh kịp. Tôi luôn cảm thấy thân thuộc với Old Trafford. Nơi đây từng lưu giữ nhiều kỷ niệm đặc biệt trong sự nghiệp của tôi, và tôi cũng có quan hệ đặc biệt nồng ấm với người hâm mộ Man Utd. Tôi nôn nóng được trở thành HLV đội bóng của họ, đắm chìm trong sự ủng hộ tuyệt vời của họ những năm tới đây". Ngay từ năm đầu tiên dẫn dắt đội bóng, ông đã mang về Quỷ đỏ chức vô địch Community Shield khi Manchester United đánh bại đương kim vô địch ngoại hạng Anh Leicester City 2-1 vào ngày 7 tháng 8 năm 2016. Một tuần sau, Quỷ đỏ lại thắng AFC Bournemouth 3-1 trong lần đầu tiên vị huấn luyện viên người Bồ Đào Nha ra mắt Manchester United ở giải Ngoại Hạng Anh.  Ngày 11 tháng 9 năm 2016 trong trận Derby Manchester, đội bóng của Mourinho thua 2-1 trước gã hàng xóm Manchester City của Pep Guardiola, đây cũng là lần thua thứ 8 của người đặc biệt trước Pep. Vào ngày 23 tháng 10 năm 2016, José Mourinho có lần đầu tiên trở về mái nhà cũ Chelsea kể từ lúc ông rời đi vào tháng 12 năm 2015, nhưng lần này là một kỷ niệm buồn, Man United thua thảm 4-0 trên sân khách và đội bóng của ông cách vị trí thứ nhất 6 điểm. Tại Cúp liên đoàn ngày 26 tháng 10 năm 2016, Mourinho có màn báo thù ngọt ngào tại Old Traford trước Pep khi Manchester United vượt qua Manchester City với tỷ số 1-0, Juan Mata là tác giả duy nhất của bàn thắng ở phút thứ 54.  Sau khi bị liên đoàn bóng đá Anh phạt tiền khi ông có những lời phàn nàn với trọng tài Anthony Taylor, không lâu sau ông lại một lần nữa vướn vào rắc rối với trọng tài, Mourinho bị trọng tài chính Mark Clattenburg truất quyền chỉ đạo trong trận hòa 0-0 trước Burnley ngày 29 tháng 10 năm 2016. Ngày 29 tháng 1 năm 2017, Man United thua Hull City 1-2 tại sân nhà nhưng vẫn lọt vào chung kết cúp liên đoàn Anh sau hai lượt trận (United thắng Hull City tộng tỷ số 3-2). Manchester United thắng Southampton 3-2 tại chung kết với bàn thắng của Jesse Lingard và cú đúp của Ibrahimovic, Mourinho trở thành vị huấn luyện viên đầu tiên của câu lạc bộ đạt được một danh hiệu chính thức trong mùa giải đầu tiên.
Ngày 24 tháng 5 năm 2017, Manchester United giành được danh hiệu Europa League sau khi đánh gục đối thủ từ Hà Lan Ajax Amsterdam 2-0 với các bàn thắng của Paul Pogba và Mkhitaryan. Mourinho được hưởng trọn nhiềm vui cuối mùa cùng các học trò và quan trọng hơn danh hiệu này giúp họ có được một tấm vé vào thẳng vòng bảng Champions League sau 2 năm vắng bóng. Đây cũng là danh hiệu chính thức thứ 2 trong mùa đầu tiên ở cương vị thuyền trưởng Quỷ Đỏ và người đặc biệt hiện vẫn đang nắm giữ 100% kỷ lục thắng tất cả những trận chung kết cúp Châu Âu trên danh nghĩa huấn luyện viên.
Ngày 18 tháng 12 năm 2018, sau trận thua Liverpool 1-3, Mourinho đã bị sa thải. Khi đó, Manchester United sở hữu 19 điểm với 7 trận thắng sau 17 trận thi đấu tại Ngoại Hạng Anh.

### Tottenham Hotspur
Ngày 20 tháng 11 năm 2019, Mourinho trở thành tân huấn luyện viên trưởng của Tottenham sau khi người tiền nhiệm Pochettino bị sa thải. Mourinho gây sự chú ý của giới truyền thông vào ngày 26 tháng 11 năm 2019, khi ông nói rằng cậu bé nhặt bóng Callum Hynes đã "kiến tạo" cho Spurs bàn thắng thứ hai trong chiến thắng 4–2 trước Olympiacos.
Mourinho đã có trận thắng thứ 300 của mình tại bóng đá Anh khi Tottenham đánh bại West Ham United với tỷ số 2–0 vào ngày 23 tháng 6 năm 2020.
Ông có đầu tiên trên cương vị huấn luyện viên tại St James' Park vào ngày 15 tháng 7 năm 2020 khi Tottenham đánh bại Newcastle với tỷ số 3-1.
Vào ngày 30 tháng 9 năm 2020, tại Cúp EFL,ông đã chiến thắng trước đội bóng cũ Chelsea F.C. ngay tại Sân vận động Tottenham Hotspur và đã hòa 1-1 nhưng đã thắng trên loạt luân lưu với tỉ số 5-4 và bước vào vòng Tứ kết
Vào ngày 4 tháng 10 năm 2020, ông cùng Tottenham Hotspur giành chiến thắng đậm 6–1 trước câu lạc bộ cũ của ông là Manchester United tại Old Trafford. Ở vòng đấu thứ 9, Tottenham Hotspur đánh bại Aston Villa 5-2 trên sân khách và qua đó chiếm ngôi đầu bảng ngoại hạng Anh của Leicester, và được báo chí ca ngợi là ứng viên sáng giá cho chức vô địch Ngoại hạng Anh mùa bóng 2020-2021. Ngày 16 tháng 12 năm 2020, Tottenham Hotspur bắt đầu sa sút bằng trận thua Liverpool 1-2 trên sân Anfield và qua đó đánh mất ngôi đầu bảng. Họ tiếp tục thi đấu không thành công bằng các trận thua và hòa liên tiếp, và rơi xuống vị trí thứ 9 sau trận thua 1-2 trước Westham ngày 21 tháng 2 năm 2021. Tại vòng đấu 31 và 32, Tottenham Spurs liên tục mất điểm (thua và hòa) trong hai trận đấu trước Manchester United (1-3) và Everton (2-2) sau khi dẫn bàn trước từ sớm, và trở thành câu lạc bộ bị mất nhiều điểm nhất khi ở thế dẫn bàn trong mùa giải (mất tới 20 điểm tính đến vòng đấu 32).
Ngày 19 tháng 4 năm 2021, câu lạc bộ Tottenham Hotspur ra thông báo chấm dứt hợp đồng với Jose Mourinho (cùng với đội ngũ huấn luyện của ông). Đây là động thái sau loạt trận đáng thất vọng của Tottenham Hotspur dưới sự dẫn dắt của ông, như bị loại khỏi vòng 16 đội UEFA Europa League bởi Dinamo Zagreb (dù đã thắng tới 2-0 ở lượt đi), thất bại (hoặc hòa) liên tiếp nhiều trận sau khi ở thế dẫn bàn (Ở mùa bóng 2020-2021, Spurs là câu lạc bộ mất điểm nhiều nhất ở Ngoại hạng Anh sau khi có bàn thắng dẫn trước cho đến lúc đó). Đây là lần đầu tiên trong sự nghiệp huấn luyện viên, Mourinho bị sa thải mà không giành được bất cứ danh hiệu nào.

### AS Roma
Ngày 4 tháng 5 năm 2021, câu lạc bộ A.S. Roma ra thông báo chính thức đạt được thỏa thuận với Jose Mourinho, theo đó, ông sẽ chính thức dẫn dắt câu lạc bộ kể từ đầu mùa giải 2021-2022, thay thế huấn luyện viên Paulo Fonseca, người sẽ chấm dứt công việc khi mùa giải 2020-2021 kết thúc. Theo thỏa thuận này, AS Roma ký hợp đồng 3 năm với Mourinho (cho tới năm 2024).
Vào ngày 12 tháng 9 năm 2021, Mourinho đã cán mốc 1,000 trận đấu trên cương vị huấn luyện viên với chiến thắng 2-1 trước Sassuolo. Ông giúp đội bóng đoạt danh hiệu UEFA Europa Conference League lần đầu tiên khi hạ Feyenoord 1-0 tại trận chung kết, qua đó trở thành HLV đầu tiên trong lịch sử giành cả chức vô địch ở cả 3 giải đấu cúp của châu Âu. Bước sang mùa giải 2022-23, Mourinho đưa đội vào chung kết Europa League, nhưng thua Sevilla 1-4 trên loạt sút luân lưu sau khi hòa 1-1 cả trận, qua đó Jose Mourinho lần đầu thất bại ở chung kết Cup châu Âu.
Đến mùa giải thứ ba, sau nhiều khó khăn về chuyển nhượng và chấn thương, Roma đã không giữ được phong độ ổn định, kết quả là sau trận thua 1-3 trước CLB AC Milan, Jose Mourinho đã bị chủ tịch Roma sa thải.

## Phong cách huấn luyện
Là một trong những huấn luyện viên bóng đá xuất sắc nhất thế giới hiện nay, khi mới chỉ ngoài 40 tuổi Mourinho đã đoạt vô số những danh hiệu và am hiểu sâu rộng về các nền bóng tại các giải vô địch quốc gia Bồ Đào Nha, Anh, Italia, Tây Ban Nha.
Mourinho luôn đề cao tính thực dụng và kết quả cuối cùng chứ không phải là lối chơi hoa mỹ, đẹp mắt. Tất cả các đội bóng do Mourinho huấn luyện đều ưu tiên cho lối chơi áp sát toàn sân, phòng ngự chủ động và phản công nhanh. Mourinho luôn có tư duy giữ sạch lưới nhà trước khi ghi bàn vào lưới đối thủ. Vì vậy trong giai đoạn đầu dẫn dắt Chelsea từ 2004-2007 và Inter sau đó thì Chelsea và Inter Milan thường có những chiến thắng tối thiểu, 2 đội bóng này rất ít khi thất bại và cũng ít bị thủng lưới. Chiến thắng tối thiểu nhưng đem đến kết quả tối đa và Mourinho đã biến những đội bóng mà ông dẫn dắt thành những đội bóng rất khó bị đánh bại. Triết lý của ông cho lối chơi này là: "Nếu bạn thắng 10-0, bạn huỷ diệt một trận đấu. Nếu bạn có 10 trận thắng 1-0, bạn huỷ diệt cả giải đấu".
Bằng chứng là các kỷ lục điểm số vô địch Ngoại hạng Anh với 95 điểm, chỉ thủng lưới 15 bàn trong một mùa giải của Chelsea.
Khi chuyển đến Real Madrid, CLB truyền thống ưu tiên lối chơi tấn công nên Mourinho có phần nào gượng ép thay đổi phong cách thực dụng của mình để đáp ứng ý nguyện của ban lãnh đạo Real Madrid, và thực tế Mourinho cũng đập tan những hoài nghi về lối chơi ghi ít bàn thắng bằng chức vô địch La Liga với Real Madrid mùa giải 2011-2012 với kỷ lục điểm số 100 điểm, kỷ lục bàn thắng ghi được là 121 bàn trong một mùa giải. Điều này cho thấy khi cần thiết Mourinho cũng có thể biến đội bóng của ông trở thành một đội bóng tấn công mạnh mẽ chứ không phải chỉ biết phòng ngự phản công như thường thấy.
Tuy nhiên vào giai đoạn Mourinho dẫn dắt Real Madrid thì CLB đại kình địch Barcelona đang ở giai đoạn "cực thịnh", đồng thời Mourinho phải từ bỏ một phần phong cách thực dụng thường thấy dẫn đến Real Madrid thường có những kết quả không tốt vào giai đoạn 2012-2013, kèm theo là mâu thuẫn với một số cầu thủ và ban lãnh đạo nên Mourinho đã chia tay Real Madrid để quay về với CLB Chelsea, nơi ông được tự do sử dụng phong cách của mình.
Để áp dụng thành công lối chơi thực dụng, mẫu cầu thủ ưa thích của Mourinho đều là những cầu thủ toàn diện về tấn công lẫn phòng thủ, tốc độ, thể lực và cả tinh thần thi đấu mạnh mẽ. Ngay cả một tiền đạo hay tiền vệ tấn công khi cần thiết vẫn phải tham giam phòng ngự để bảo vệ kết quả có lợi. Hoặc để chơi rắn, áp sát đối phương liên tục Mourinho ưa thích các mẫu cầu thủ có thể hình và thể lực tốt, tốc độ cao để phòng ngự từ giữa sân, ngăn cản các đường bóng của đối thủ như Michael Essien, Claude Makélélé, Sami Khedira...đồng thời có khả năng chuyền xa, sút xa tốt để phản công nhanh như Xabi Alonso, Wesley Sneijder, Frank Lampard.. Các tiền đạo ưa thích của Mourinho như Drogba, Diego Milito..đều là những mẫu tiền đạo có thể hình, quyết đoán khi dứt điểm, có khả năng tranh chấp tốt, khả năng ghi bàn bằng đầu tốt, sút xa. Mourinho cũng ưa dùng những cầu thủ tấn công 2 bên cánh có tốc độ cao, thường di chuyển vào trong để ghi bàn như Cristiano Ronaldo, Eden Hazard, Robben...
Lối chơi thực dụng đồng nghĩa với việc Mourinho đề cao tính kỷ luật cao và tuân thủ chiến thuật, các cầu thủ do ông huấn luyện đều phải chấp hành tuyệt đối các yêu cầu về chiến thuật của ông. Các cầu thủ có lỗi chơi ngẫu hứng như Kaká hoặc không tuân theo chiến thuật của ông thường sẽ phải ngồi ghế dự bị, bất chấp tài năng của họ ra sao. Điều đó nói lên tính cách nghiêm khắc và cứng rắn của Mourinho.
Mourinho cũng nổi tiếng với vai trò là một nhà quản lý nhân sự, khi ông đến đội bóng nào thì các cầu thủ đều rất tin tưởng ông. Những cầu thủ do ông phát hiện đưa về đội bóng đều đa số là các bản hợp đồng thành công, dưới sự dẫn dắt của Mourinho rất nhiều cầu thủ trở nên hoàn thiện hơn hoặc đạt đến đẳng cấp siêu sao như Cristinno Ronaldo, Mesut Ozil, Frank Lampard, Wesley Sneijder, Raphael Varane, Eden Hazard, Oscar.. ông cũng thành công trong việc nâng cao phong độ và khả năng thi đấu lâu dài cho những cầu thủ lớn tuổi như Makelele, Lampard, John Terry..
Với cá tính mạnh mẽ và bản chất thông minh, Mourinho luôn sử dụng những phát ngôn "tâm lý chiến" trước và sau trận đấu tấn công vào đối thủ giúp ông đạt không ít những kết quả có lợi. Đồng thời ông luôn bảo vệ học trò trước những dư luận truyền thông giúp cho đội bóng của ông luôn thi đấu ổn định.
Tuy nhiên, theo Paul Pogba, Mourinho có phong cách ngược lại với Ole Gunnar Solskjær, khi mà Ole không bao giờ chống lại cầu thủ (hàm ý Mourinho thường đi ngược với cầu thủ: "Những gì tôi trải qua với HLV Solskjaer ở thời điểm này rất khác. Ông ấy không bao giờ chống lại cầu thủ của mình... .. Tôi từng có mối quan hệ rất tốt với HLV Mourinho. Mọi người đều thấy điều đó. Nhưng ngày hôm sau, bạn không biết điều gì xảy ra. Đó là điều kỳ lạ mà tôi từng trải qua dưới thời HLV Mourinho. ". Trong những lần bị sa thải ở Real Madird (2013), Chelsea (2015), Manchester United (2018), Mourinho đều ra đi sau những bất đồng với các cầu thủ của câu lạc bộ, như vụ việc chỉ trích thậm tệ các cầu thủ Chelsea ở đầu mùa bóng 2015-2016, chỉ trích các cầu thủ Manchester United như Luke Shaw, Paul Pogba (ông còn gọi Pogba là con virus), hay gần nhất là việc chỉ trích thậm tệ cầu thủ Tottenham Hotspur sau khi bị loại khỏi Europa League 2020-2021, và những sự chỉ trích này diễn ra ngay trước truyền thông.
Mùa bóng 2020-2021 khi dẫn dắt Tottenham Hotspur bị coi là một thất bại của ông khi để thua tới 10 trận (nhiều nhất trong sự nghiệp cầm quân), và bị thua hoặc gỡ hòa sau khi đã dẫn trước phần lớn thời gian ở nhiều trận. Nhiều bình luận viên thể thao đã chỉ trích ông bảo thủ không thay đổi chiến thuật cho phù hợp với đội hình Tottenham mà chỉ khư khư giữ lối chơi thụ động lùi sâu.

## Thống kê sự nghiệp huấn luyện viên
| CLB               | Quốc gia    | Bắt đầu          | Kết thúc         | Thống kê | Thống kê | Thống kê | Thống kê | Thống kê | Thống kê | Thống kê | Thống kê |
| CLB               | Quốc gia    | Bắt đầu          | Kết thúc         | TT       | W        | D        | L        | GF       | GA       | GD       | Thắng %  |
| ----------------- | ----------- | ---------------- | ---------------- | -------- | -------- | -------- | -------- | -------- | -------- | -------- | -------- |
| Benfica           | Bồ Đào Nha  | 20 Tháng 9 2000  | 5 Tháng 12 2000  | 11       | 6        | 3        | 2        | 17       | 9        | +8       | 054,55   |
| União de Leiria   | Bồ Đào Nha  | 14 Tháng 4 2001  | 20 Tháng 1 2002  | 29       | 15       | 8        | 6        | 49       | 32       | +17      | 051,72   |
| Porto             | Bồ Đào Nha  | 23 Tháng 1 2002  | 26 Tháng 5 2004  | 124      | 90       | 21       | 13       | 251      | 92       | +159     | 072,58   |
| Chelsea           | Anh         | 2 Tháng 6 2004   | 20 Tháng 9 2007  | 185      | 124      | 40       | 21       | 330      | 119      | +211     | 067,03   |
| Internazionale    | Italy       | 2 Tháng 6 2008   | 28 Tháng 5 2010  | 108      | 67       | 26       | 15       | 185      | 94       | +91      | 062,04   |
| Real Madrid       | Tây Ban Nha | 31 Tháng 5 2010  | 1 Tháng 6 2013   | 178      | 128      | 28       | 22       | 475      | 168      | +307     | 071,91   |
| Chelsea           | Anh         | 3 Tháng 6 2013   | 17 Tháng 12 2015 | 136      | 80       | 29       | 27       | -        | -        | —        | 058,82   |
| Manchester United | Anh         | 27 Tháng 5 2016  | 18 Tháng 12 2018 | 144      | 84       | 32       | 28       | -        | -        | —        | 058,33   |
| Tottenham Hotspur | Anh         | 20 Tháng 11 2019 | 19 tháng 4 2021  | 86       | 44       | 19       | 23       | 166      | 103      | 63       | 51,16    |
| AS Roma           | Italy       | 1 tháng 7 2021   | 16 tháng 1 2024  | 55       | 29       | 12       | 14       | 94       | 62       | 32       | 52,73    |
| Tổng số           | Tổng số     | Tổng số          | Tổng số          | 951      | 609      | 197      | 145      | -        | -        | —        | 064,04   |

## Danh hiệu trong sự nghiệp huấn luyện viên

### Porto
- Primeira Liga: 2002–03, 2003–04
- Taça de Portugal: 2002–03
- Supertaça Cândido de Oliveira: 2003
- UEFA Champions League: 2003–04
- UEFA Cup: 2002–03

### Chelsea
- Premier League: 2004–05, 2005–06, 2014–15
- FA Cup: 2006–07
- EFL Cup: 2004–05, 2006–07, 2014–15
- FA Community Shield: 2005

### Internazionale
- Serie A: 2008–09, 2009–10
- Coppa Italia: 2009–10
- Supercoppa Italiana: 2008
- UEFA Champions League: 2009–10

### Real Madrid
- La Liga: 2011–12
- Copa del Rey: 2010–11
- Supercopa de España: 2012

### Manchester United
- EFL Cup: 2016–17
- FA Community Shield: 2016
- UEFA Europa League: 2016–17

### AS Roma
- UEFA Europa Conference League: 2021–22

## Các danh hiệu cá nhân
- Huấn luyện viên Xuất sắc nhất do UEFA trao tặng năm 2002/03 và 2003/04
- Huấn luyện viên đội bóng của năm do UEFA trao tặng năm 2002/03, 2003/04 và 2004/05
- Huấn luyện viên trong năm của Serie A 2009, 2010
- Huấn luyện viên Xuất sắc nhất do Portuguese Liga trao tặng năm 2002/03 và 2003/04
- Huấn luyện viên Xuất sắc nhất do World Soccer Magazine trao tặng năm 2003/04 và 2004/05
- Huấn luyện viên Xuất sắc nhất do BBC Sport trao tặng năm 2004/05
- Huấn luyện viên Xuất sắc nhất năm: Onze d'Or (Onze Vàng) do tạp chí Onze Mondial trao tặng năm 2005
- Huấn luyện viên Xuất sắc nhất tháng 11/ 2004, 1/ 2005, 3/ 2007 do FA Premier League trao tặng
- Huấn luyện viên Xuất sắc nhất do Premier League trao tặng các năm 2004/05, 2005/06 và 2014/15
- Huấn luyện viên Xuất sắc nhất (Oscar del Calcio) do Hiệp hội cầu thủ chuyên nghiệp Italia (AIC) bầu chọn năm 2009
- Huấn luyện viên Xuất sắc nhất Thế giới do IFFHS trao tặng năm 2004, 2005 và 2010
- Huấn luyện viên Xuất sắc nhất Thế giới do Hiệp hội truyền thông thể thao quốc tế AIPS trao tặng năm 2010
- Huấn luyện viên Xuất sắc nhất do tạp chí World Soccer trao tặng năm 2010.[62]
- Huấn luyện viên Xuất sắc nhất Bồ Đào Nha do FPF trao tặng năm 2010, 2011
- Huấn luyện viên Xuất sắc nhất Thế giới do FIFA trao tặng năm 2010

## Các câu lạc bộ đã huấn luyện
- Benfica 2000 - 2001
- U.D. Leiria 2001 - 2002
- FC Porto 2002 - 2004
- Chelsea FC 6/2004 - 8/2007 và 6/2013 - 12/2015
- Inter Milan 6/2008 - 5/2010
- Real Madrid 5/2010 - 6/2013
- Chelsea 6/2013 - 12/2015
- Manchester United 5/2016 - 12/2018
- Tottenham Hotspur 11/2019 - 4/2021
- A.S. Roma 5/2021 - 1/2024